# Ceará (futebolista)
Marcos Venâncio de Albuquerque, mais conhecido como Ceará (Crato, 18 de junho de 1980) é um ex-futebolista brasileiro que atuava como lateral-direito e lateral-esquerdo.

## Carreira

### União Luziense - MG
Após anunciar aposentadoria, o lateral foi contratado pelo União Luziense de Minas Gerais, para jogar a terceira divisão do campeonato, onde já foi anunciado no instagram oficial do clube.

### Internacional
Foi um dos principais jogadores do Internacional na campanha vitoriosa da Copa Libertadores da América de 2006, e ainda foi responsável por um dos jogos mais memoráveis para o torcedor colorado: O jogo contra o Barcelona em 2006. Foi ele, que sem mais nem menos, teve a missão de marcar o jogo inteiro Ronaldinho Gaúcho em pleno auge de sua carreira, missão bem sucedida.

### Paris Saint-Germain
Após deixar o Inter, assinou com o PSG onde foi ídolo da torcida.

### Cruzeiro
No Cruzeiro foi Campeão Brasileiro nos anos de 2013 e 2014,onde teve boas atuações com a camisa celeste.

### Coritiba
Fez 21 partidas pelo clube, porém rescindiu o contrato para assinar novamente com o Inter.

## Títulos
Gama
- Campeonato Brasiliense: 1999

Coritiba
- Campeonato Paranaense: 2003

São Caetano
- Campeonato Paulista: 2004

Internacional
- Copa Libertadores da América: 2006
- Mundial de Clubes: 2006
- Recopa Sul-Americana: 2007

Paris Saint-Germain
- Copa da Liga Francesa: 2007-08
- Copa da França: 2009-10
- Supercopa da França: 2011

Cruzeiro
- Campeonato Brasileiro: 2013,[3] 2014
- Campeonato Mineiro: 2014

América Mineiro
- Campeonato Brasileiro - Série B: 2017